# 玉米洞遗址
玉米洞遗址是2002年发现的一处洞穴和旷野遗存结合的旧石器时代文化遗址，位于中国重庆市巫山县庙宇镇。至今已经历了2次试掘和3次正式发掘，发现两处用火遗迹、数千件旧石器时代石制品、上万件哺乳动物化石等，年代约为距今40万-8千年。